# Valeriana granataea
Valeriana granataea är en kaprifolväxtart som beskrevs av N. Xena de Enrech. Valeriana granataea ingår i släktet vänderötter, och familjen kaprifolväxter. Inga underarter finns listade i Catalogue of Life.